# Nowenny maryjne
Nowenny maryjne – forma modlitwy lub nabożeństwa stosowana przez chrześcijan, w której wyrażona jest szczególna cześć i kult Marii z Nazaretu. Nabożeństwo to ma charakter specjalnej dziewięciodniowej modlitwy przed ważnym świętem maryjnym lub stałej modlitwy w wyznaczonym dniu tygodnia.

## Przykładowe nowenny
- Nowenna pompejańska
- Nowenna przed uroczystością Niepokalanego Poczęcia Najświętszej Maryi Panny
- Nowenna do Matki Bożej Nieustającej Pomocy – tzw. nieustanna nowenna, kilka wersji
- Nowenna do Matki Bożej Bolesnej
- Nowenna do Matki Bożej Pocieszenia w Pasierbcu
- Nowenna do Matki Bożej Miłosierdzia
- Nowenna do Matki Bożej Gietrzwałdzkiej
- Nowenna do Matki Bożej Lewkowskiej
- Nowenna do Matki Bożej Rzeszowskiej
- Nowenna do Matki Bożej Jasnogórskiej
- Nowenna do Matki Bożej Ludźmierskiej
- Nowenna do Matki Bożej Bonifraterskiej
- Nowenna ku czci Matki Bożej Fatimskiej
- Nowenna do Matki Bożej Cudownego Medalika
- Nowenna do Królowej Rodzin w intencji rodzin
- Nowenna za uzależnionych przed Uroczystością Wniebowzięcia Najświętszej Maryi Panny
- Nowenna do Matki Bożej Szkaplerznej
- Nowenna chorych do Najświętszej Maryi Panny z Lourdes
- Nowenna do Niepokalanego Serca Maryi
- Nowenna do Matki Bożej Rozwiązującej Węzły